# Козир Сергій В'ячеславович
Сергій В'ячеславович Козир (нар. 20 червня 1984, Донецьк) — український діяч, народний депутат України (з 2021 року). Колишній голова Херсонської обласної державної адміністрації з 1 березня до 26 жовтня 2021 року, в.о. голови Херсонської обласної державної адміністрації з 3 грудня 2020 по 1 березня 2021 року.

## Життєпис

### Освіта
У вересні 2002 — грудні 2007 — навчався у Донецькому національному технічному університеті, спеціалізація «Розробка родовищ корисних копалин», магістр з розробки родовищ корисних копалин.
2014 року закінчив заочно Донецький національний університет, «Правознавство», бакалавр з правознавства.

### Робота
У липні 2004 — учень гірника з ремонту гірничих виробіток підземної дільниці вентиляції та техніки безпеки шахтоуправління «Трудівське». З серпня 2005 по березень 2006 — гірничий майстер підземної дільниці вентиляції та техніки безпеки шахтоуправління «Трудівське»
У березні — листопаді 2006 — помічник начальника підземної дільниці вентиляції та техніки безпеки дільниці шахтоуправління «Трудівське».
У листопаді 2006 — жовтні 2007 року — заступник начальника підземної дільниці вентиляції та техніки безпеки шахтоуправління «Трудівське».
У жовтні 2007 — травні 2008 року — начальник підземної дільниці з видобутку вугілля вентиляції та техніки безпеки шахтоуправління «Трудівське», у травні — червні 2008 року — помічник начальника підземної дільниці з видобутку вугілля № 2, у червні — липні 2008 року — заступник начальника підземної дільниці з видобутку вугілля № 1, у липні 2008 — квітні 2010 року — начальник підземної дільниці з видобутку вугілля № 2.
У 2009 році заочно закінчив Державний вищий навчальний заклад «Донецький національний технічний університет», «Фінанси», спеціаліст з фінансів.
У квітні — серпні 2010 року — начальник підземної дільниці № 1, шахта «Жовтневий рудник», у серпні 2010 — січні 2011 року — заступник директора з виробництва, шахта Жовтневий рудник.
У січні — серпні 2011 року — начальник дільниці конвеєрного транспортування відокремленого підрозділу "Шахтоуправління «Трудівське» державного підприємства «Донецька вугільна енергетична компанія», Донецьк. У серпні 2011 — липні 2014 року — начальник дільниці з видобутку вугілля № 1, шахтоуправління «Трудівське».
У січні — березні 2015 року — гірничий майстер виробничого структурного підрозділу "Шахтоуправління «Першотравенське» публічного акціонерного товариства «ДТЕК Павлоградвугілля», Павлоград Дніпропетровської області. У березні — серпні 2015 року — начальник зміни виробничої служби № 2 виробничого структурного підрозділу відокремленого структурного підрозділу «Шахтоуправління імені Героїв космосу» публічного акціонерного товариства «ДТЕК Павлоградвугілля», м. Павлоград.
У вересні — листопаді 2015 року — головний гірничий по підземному транспорту державного підприємства «Донецька вугільна енергетична компанія», Донецьк. У листопаді 2015 — червні 2016 року — в.о. директора Шахти ім. Калініна, «Донецька вугільна енергетична компанія», Донецьк. У червні — серпні 2016 року — в.о. директора шахти відокремленого підрозділу «Шахта імені М. І. Калініна» державного підприємства «Донецька вугільна енергетична компанія», Донецьк. У серпні 2016 — березні 2017 року — директор Шахти ім. Калініна, у березні — квітні 2017 року — в.о. директора з виробництва в Донецькій вугільній енергетичній компанії.
У квітні — липні 2017 року — директор Шахти ім. Калініна, у липні — серпні 2017 року — в.о. технічного директора — 1-го заступника генерального директора управління державного підприємства «Донецька вугільна енергетична компанія», м. Донецьк.
У вересні — грудні 2017 року — начальник зміни, шахтоуправління «Дніпровське», «ДТЕК Павлоградвугілля», Павлоград, у грудні 2017 — березні 2019 року — начальник дільниці.
У березні — липні 2019 року — виплата допомоги по безробіттю, Павлоградський мікрорайонний центр зайнятості, Дніпропетровської області. У липні — серпні 2019 року — виплата допомоги по безробіттю, Дарницька районна філія Київського міського центру зайнятості.

## Політика
У серпні — вересні 2019 року — радник патронатної служби Херсонської обласної державної адміністрації.
З 5 вересня 2019 по 1 березня 2021 року — заступник голови Херсонської обласної державної адміністрації з питань регіонального розвитку, інфраструктури та екології. З 3 грудня 2020 по 1 березня 2021 року — тимчасовий виконувач обов'язків голови Херсонської обласної державної адміністрації.
3 грудня 2020 року став тимчасовим в.о. керівника Херсонської ОДА, замінивши на цій посади Юрія Гусєва.
З 1 березня до 26 жовтня 2021 року — голова Херсонської обласної державної адміністрації.
Член Комітету з питань прав людини, деокупації та реінтеграції тимчасово окупованих територій у Донецькій, Луганській областях та Автономної Республіки Крим, міста Севастополя, національних меншин і міжнаціональних відносин.

## Критика
У березні 2021 року був на вечірці організованій депутатом Херсонської обласної ради та директором театру Олександром Книгою до Дня театру. Подія стала скандальною через присутність напівоголених танцівниць.